# 高麗胡蘿蔔菜

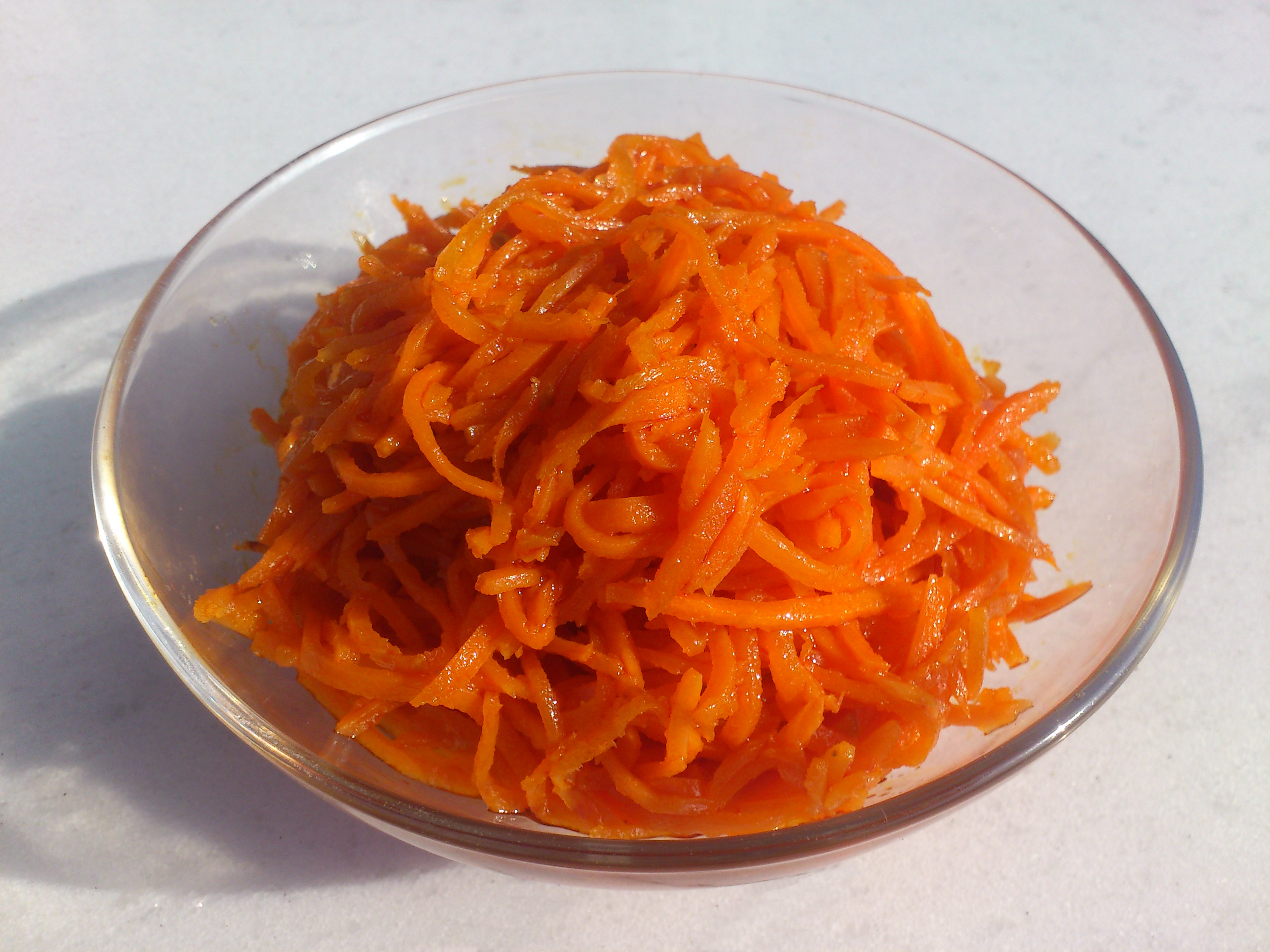

高麗胡蘿蔔菜（morkovcha），是生活在中亞的高麗人的辣味紅蘿蔔沙律，也是另一種韓式泡菜。菜名來自紅蘿蔔的俄語morkóvʹ(/胡蘿蔔)和韩语chae(/菜)。

## 歷史
高麗人，是生活於後蘇聯國家的朝鮮族，他們在1937年被斯大林由遠東發配中亞後創造了這道菜，因為他們沒有供應傳統泡菜的主要成分白菜，所以改用紅蘿蔔，直到最近，韓國才知道有這種沙拉 但是，它在後蘇聯國家的大多數自助餐廳中都有製作，並在許多超市中都有銷售，而且在中亞前蘇聯國家很多民族都用作餐前開胃菜。
做法是把切碎的胡蘿蔔，大蒜，洋蔥，胡椒粉、鹽攪拌。